# 제7사단 (베트남 공화국)
제7보병사단(Sư đoàn 7 Bộ binh)은 베트남 공화국군 제4군단 소속의 사단으로, 베트남 공화국의 남부인 메콩강 삼각주 지역을 방어하는 역할을 맡았다.